# Ryō Fujii
Ryō Fujii (藤井亮?, Fujii Ryō; Hong Kong, 7 agosto 1996) è un calciatore giapponese, centrocampista dello Svay Rieng.

## Carriera
Nato a Hong Kong da padre giapponese e madre coreana, si trasferisce con la sua famiglia negli Stati Uniti in tenera età, dove inizia la sua carriera. Dopo una lunga trafila nelle giovanili di vari club statunitensi, nel 2015 viene aggregato alla rosa della seconda squadra dei LA Galaxy. Qui rimane fino al 2017, poiché in vista della stagione 2018, si trasferisce al Nyköpings BIS, formazione della terza divisione svedese. Rimasto svincolato all'inizio del 2019, nel febbraio 2020 firma per i filippini del Global, dove rimane fino ad agosto. Rimasto nuovamente svincolato, nell'aprile 2021 si accorda con il Kaya-Iloilo, sempre nelle Filippine, facendo anche il suo anche esordio nelle competizioni asiatiche.

## Statistiche

### Presenze e reti nei club
Statistiche aggiornate al 13 marzo 2022.
| Stagione        | Squadra         | Campionato      | Campionato | Campionato | Coppe nazionali | Coppe nazionali | Coppe nazionali | Coppe continentali | Coppe continentali | Coppe continentali | Altre coppe | Altre coppe | Altre coppe | Totale | Totale |
| Stagione        | Squadra         | Comp            | Pres       | Reti       | Comp            | Pres            | Reti            | Comp               | Pres               | Reti               | Comp        | Pres        | Reti        | Pres   | Reti   |
| --------------- | --------------- | --------------- | ---------- | ---------- | --------------- | --------------- | --------------- | ------------------ | ------------------ | ------------------ | ----------- | ----------- | ----------- | ------ | ------ |
| 2015            | Ventura County  | USL             | 13         | 0          |                 | -               | -               |                    | -                  | -                  |             | -           | -           | 13     | 0      |
| 2016            | Ventura County  | USL             | 20         | 3          |                 | -               | -               |                    | -                  | -                  |             | -           | -           | 20     | 3      |
| 2017            | Ventura County  | USL             | 26         | 1          |                 | -               | -               |                    | -                  | -                  |             | -           | -           | 26     | 1      |
| 2018            | Nyköpings BIS   | D1              | 28         | 0          | CS              | 2               | 0               |                    | -                  | -                  |             | -           | -           | 30     | 0      |
| 2020            | Global          | FL              | ?          | ?          |                 | -               | -               |                    | -                  | -                  |             | -           | -           | ?      | ?      |
| 2021            | Kaya-Iloilo     | FL              | ?          | ?          |                 | -               | -               | ACL                | 7                  | 0                  |             | -           | -           | 7      | 0      |
| 2022            | Kaya-Iloilo     | FL              | ?          | ?          |                 | -               | -               |                    | -                  | -                  |             | -           | -           | ?      | ?      |
| Totale carriera | Totale carriera | Totale carriera | 87         | 4          |                 | 2               | 0               |                    | 7                  | 0                  |             | -           | -           | 96     | 4      |